# Tell Abu Duwari
Tell Abu Duwari is een archeologische vindplaats in het zuiden van Irak. Er zijn kleitabletten gevonden die de plaats identificeren met de oude Sumerische stad   Maškan-šāpir.

## Opgravingen
Er zijn in de jaren 1987-1990 reguliere opgravingen geweest die veel vondsten opgeleverd hebben. Latere politieke ontwikkelingen hebben verdere opgravingplannen verijdeld en de vindplaats aan plundering blootgesteld.

## De stad Maškan-šāpir
De plaats bestond waarschijnlijk al sinds de tijd van het Akkadische Rijk, maar was mogelijk niet meer dan een dorp. Onder Ur III werd de nederzetting belangrijker, maar haar opkomst dateert vooral uit het tijdperk van Isin en Larsa.
Er is een inscriptie gevonden van een van de vroegste koningen van Larsa, Zabaya die laat zien dat Larsa er al vroeg de scepter zwaaide. Later, mogelijk onder Nur-adad of zijn voorganger, verloren de koningen van Larsa echter hun grip erop. Nur-Adad vermeldt dat hij de stad terugveroverd heeft. Koning Siniddinam van Larsa vermeldt in een jaarnaam dat hij (ca. 1844 v.Chr.) de stadmuur ervan herbouwd heeft. De muur werd genoemd van de stadsgod Nergal. De stad behoorde in die tijd weer enige tijdtot het koninkrijk Larsa, maar onder zijn opvolgers ging de stad weer verloren om onder Warad-Sin weer 'hersteld' te worden.
Uiteindelijk werd Maškan-šāpir in 1764 v.Chr. door Hammurabi van Babylon veroverd en bij het Oud-Babylonische Rijk gevoegd. De meeste vondsten dateren uit deze periode en de voorafgaande Isin-Larsa-tijd.